# Abneet Bharti
Abneet Bharti (* 14. července 1998 Káthmándú) je indický fotbalista, který nastupoval i v českém klubu FK Varnsdorf. Ačkoliv se narodil v nepálském hlavním městě, vzhledem k tomu, že má indické rodiče, neuvažoval o reprezentování Nepálu, nýbrž rád by pronikl do indické reprezentace.

## Život
S fotbalem začínal v Nigérii, kde jeho otec působil v diplomatických službách. Pak se přesunul do Evropy, kde mezi roky 2014 a 2017 nastupoval za mládežnické výběry španělského klubu Real Vallalolid CF, až skončil v jeho výběru do třiadvaceti let. Poté se přesunul do Portugalska a v letech 2017 až 2019 nastupoval za celek Sport Uniao Sintrense. Následně měl přestoupit do mexického celku Club América, avšak zamýšlený transfer zhatilo Bhartiho zranění kolene. Přesto změnil působiště a odešel do indického týmu Kerala Blasters FC, kde absolvoval léčení svého zranění. Indická liga se hraje jen v období od listopadu do března, tak Bharti hledal nějaké další působiště. Vrátil se do Evropy a díky známosti s agentem Jiřím Míkou ze společnosti Global Ballgames se dostal do České republiky, kde se stal členem kádru FK Varnsdorf, který s ním podepsal smlouvu na jeden rok. Když v polovině září 2021 navštívil město Varnsdorf indický velvyslanec v České republice Hemant H. Kotalwar v doprovodu atašé Abhijit Chakraborty, účastnil se setkání u varnsdorfského starosty Rolanda Sollocha i Bharti spolu se svým agentem. Velvyslanec ocenil, že i přesto, že národním indickým sportem je kriket, se v Indii vzmáhá i fotbal a Bharti dělá dobré jméno své rodné zemi v Evropě.
Na začátku března 2022 odešel na hostování do kyrgyzského klubu FC Talant, odkud se následně k poslednímu červnu téhož roku vrátil zpět do varnsdorfského klubu.

## Ocenění
V roce 2018 jej italský odborný časopis Calciomercato věnující se fotbalu zařadil do nejlepší jedenáctky hráčů z Asie do nejvýše jedenadvaceti let věku. Spolu s ním se do výběru dostali například íránský útočník Mohammad Sharifi či severokorejský forvard Kwang-Song Han nebo čínský záložník Jiahao Wang.